# Türkəkəran
Türkəkəran è un comune dell'Azerbaigian situato nel distretto di Lənkəran.